# Rajd dell’Isola d’Elba 1970
Rajd dell’Isola d’Elba 1970 (3. Rally dell’Isola d’Elba) – 3. edycja rajdu samochodowego Rajd dell’Isola d’Elba rozgrywanego we Włoszech. Rozgrywany był od 2 do 4 kwietnia 1970 roku. Była to czwarta runda Rajdowych Mistrzostw Europy w roku 1970.

## Klasyfikacja rajdu
| Miejsce                                        | Kierowca                                       | Pilot                                          | Samochód                                       | Czas                                           | Strata                                         |                                                |
| Klasyfikacja generalna, ERC i mistrzostw Włoch | Klasyfikacja generalna, ERC i mistrzostw Włoch | Klasyfikacja generalna, ERC i mistrzostw Włoch | Klasyfikacja generalna, ERC i mistrzostw Włoch | Klasyfikacja generalna, ERC i mistrzostw Włoch | Klasyfikacja generalna, ERC i mistrzostw Włoch | Klasyfikacja generalna, ERC i mistrzostw Włoch |
| ---------------------------------------------- | ---------------------------------------------- | ---------------------------------------------- | ---------------------------------------------- | ---------------------------------------------- | ---------------------------------------------- | ---------------------------------------------- |
| 1.                                             | Alcide Paganelli                               | Ninni Russo                                    | Fiat 124 Sport Spider                          | 3:13                                           | 0.0                                            |                                                |
| 2.                                             | Giuseppe Ceccato                               | Helmut Eisendle                                | Fiat 125 S                                     | 6:20                                           | +3:07                                          |                                                |
| 3.                                             | Giulio Bisulli                                 | Arturo Zanuccoli                               | Fiat 125 S                                     | 9:29                                           | +6:16                                          |                                                |
| 4.                                             | Ferdinando Tecilla                             | Bruno Scabini                                  | Fiat 125 S                                     | 10:07                                          | +6:54                                          |                                                |
| 5.                                             | Renato Sonda                                   | Pierluigi Turri                                | Fiat 125 S                                     | 12:19                                          | +9:06                                          |                                                |
| 6.                                             | Luciano Trombotto                              | Francesco Bossola                              | Fiat 124 Sport Spider                          | 13:06                                          | +9:53                                          |                                                |
| 7.                                             | Alberto Smania                                 | Giuseppe Zanchetti                             | Fiat 125 S                                     | 15:17                                          | +12:04                                         |                                                |
| 8.                                             | Giuseppe Bartelloni                            | Sergio Scalabrini                              | Fiat 124                                       | 36:58                                          | +33:45                                         |                                                |
| 9.                                             | Squillace                                      | Bettini                                        | Lancia Fulvia 1.3 Coupé HF                     | 40:09                                          | +36:56                                         |                                                |
| 10.                                            | "Popo"                                         | Zanussi                                        | Lancia Fulvia 1.3 Coupé HF                     | 47:30                                          | +44:17                                         |                                                |